# Grammaire du basque
 (novembre 2023).
Si vous disposez d'ouvrages ou d'articles de référence ou si vous connaissez des sites web de qualité traitant du thème abordé ici, merci de compléter l'article en donnant les références utiles à sa vérifiabilité et en les liant à la section « Notes et références ».
Pour un article plus général, voir Basque.
Si la grammaire basque est d'une originalité radicale, on estime que 75 % du vocabulaire de la langue basque provient de langues géographiquement voisines (celte, latin, gascon, aragonais, roman de Navarre, espagnol, français).

## Généralités
Le basque est une langue agglutinante, des suffixes ou des radicaux pouvant être accolés derrière d'autres suffixes ou radicaux. Le genre (féminin / masculin) n'existe pas, sauf attaché au verbe pour le tutoiement.
Le basque suit généralement une syntaxe SOV mais peut être OVS dans certains cas rares.
Le basque est une langue ergative : le sujet des verbes intransitifs ainsi que l'objet des verbes transitifs sont au cas absolutif, tandis que le sujet des verbes transitifs est au cas ergatif.
Le système numérique du basque présente la particularité d'être vicésimal (base 20) comme en ancien français, en breton ou en danois.
La particularité est qu'en basque on ne conjugue souvent que l'auxiliaire du verbe. Cet auxiliaire s'accorde avec le sujet mais aussi, contrairement au français, avec les compléments, dits directs et indirects en français.

## Exemples

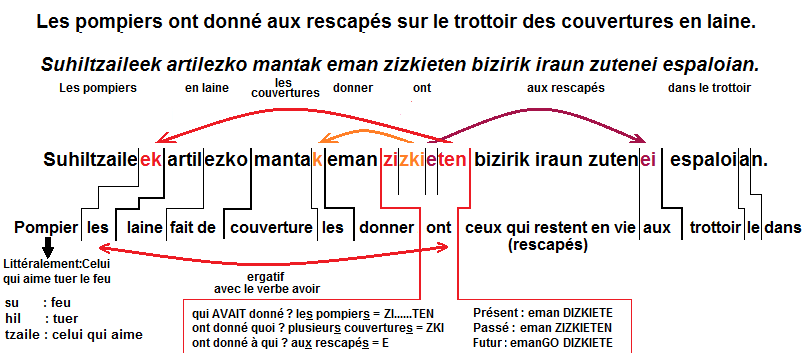
Description d'une phrase en basque (nor, nori, nork au passé).

### Exemple 1
Eneko etxera joaten da (Eneko va (habituellement) à la maison).
L'auxiliaire prend la forme da car il ne s'accorde qu'avec le sujet à la troisième personne : Eneko. Il prendrait des formes différentes si le sujet était « je » ou « vous » par exemple : Zu etxera joaten zara. (Vous, vous allez (habituellement) chez vous / à la maison ; Toi, tu vas (habituellement) chez toi / à la maison).

### Exemple 2
Enekok ogia eramaten du (Eneko apporte (habituellement) le pain).
Le sujet est toujours Eneko, mais l'auxiliaire change car il s'accorde aussi avec le pain. Si le COD change, l'auxiliaire aussi : Enekok (ni) eramaten nau (Eneko m'amène [habituellement]) ; Enekok (gu) eramaten gaitu (Eneko nous amène [habituellement]).

### Exemple 3
Enekok Juliri ogia eramaten dio (Eneko apporte (habituellement) le pain à Julie).

### Exemple 4
Enekok Juliri ogiak eramaten dizkio (Eneko apporte (habituellement) les pains à Julie).

### Exemple 5
Enekok Juliri eta Maiteri ogia eramaten die (Eneko apporte (habituellement) le pain à Julie et à Maïté).

### Exemple 6
Enekok Juliri eta Maiteri ogiak eramaten dizkie (Eneko apporte (habituellement) les pains à Julie et à Maïté).
On a toujours Eneko et du pain, mais l'auxiliaire change, car on précise à qui elle apporte du pain et si c'est un seul pain ou plusieurs.
Il y a ainsi autant de formes que de combinaisons possibles entre ces trois variables, mais cette conjugaison obéit à un système très régulier.

## Ordre des mots
Les éléments de la phrase démonstrative classique sont S (sujet), O (objets) et V (verbe) : Zoriona (S) gauzarik ederrena (O) da (V), en français, Le bonheur est la meilleure des choses / la meilleure chose. 
Toutefois, OSV et OVS sont également possibles, surtout dans un style soutenu, comme des maximes ou des proverbes ou si le nombre de compléments entre le sujet et son verbe peut rendre la phrase difficile à comprendre : Gauzarik ederrena zoriona da / Gauzarik ederrena da zoriona.  
On préfère aussi l'ordre OVS pour que le sujet ne soit pas trop éloigné du verbe, ce qui simplifie la compréhension de la phrase : Zoriona ukan gabe emaiten ahal den gauza bakarra da —« Le bonheur est la seule chose que l'on peut donner sans l'avoir ») est correct, mais forcé : Ukan gabe emaiten ahal den gauza bakarra zoriona da est bien plus clair (pour la traduction, on inverse quasi systématiquement l'ordre des mots : ukan (« avoir ») ; gabe (« sans ») ; emaiten (« donnant ») ; ahal den (« qu'on peut ») ; gauza (« chose ; la chose ») ; bakarra (« seul, seule »)—, car le sujet zoriona (« le bonheur ») se trouve à côté du verbe da (« est »). 
La négation se fait avec l'adverbe négatif ez (« non »), placé juste devant le verbe ou son auxiliaire : Zoriona ez da ukan gabe emaiten ahal den gauza bakarra (« Le bonheur n'est pas la seule chose que l'on peut donner sans l'avoir »). 

## Phonétique et prononciation
Consonnes
|                     | Labiales | Palatales | Alvéolaires | Palatales | Laminales | Palatales | Vélaires | Glotal |
| ------------------- | -------- | --------- | ----------- | --------- | --------- | --------- | -------- | ------ |
| occlusives sourdes  | p        |           | t           | tt        | ts        | tx        | k        |        |
| occlusives sonores  | b        |           | d           | dd        |           | [j]       | g        |        |
| nasales             | m        |           | n           | [ñ]       |           |           |          |        |
| fricatives apicales |          |           | s           | x         |           |           |          |        |
| fricatives dorsales |          |           | z           |           | tz        |           | [j]      | [h]    |
| latérale            |          |           | l           |           |           |           |          |        |
| vibrantes           |          |           | r [rr]      |           |           |           |          |        |
| spirantes           |          |           |             |           |           | j         |          |        |

Voyelles (sauf en souletin)
|          | Voyelles antérieures | Voyelles centrales | Voyelles postérieures |
| -------- | -------------------- | ------------------ | --------------------- |
| Hautes   | i                    |                    | u                     |
| Moyennes | e                    |                    | o                     |
| Basses   |                      | a                  |                       |

## Déclinaisons
Excepté les cas de l'absolutif et des morphèmes, caractérisés (au moins au singulier) par l'absence de terminaison, les mots en basque sont suivis d'une terminaison qui spécifie la relation entre le mot et la proposition.
Ces terminaisons servent à marquer le singulier/pluriel mais aussi l'appartenance, le sujet de l'action, le bénéficiaire, etc. Elles servent aussi à remplacer les prépositions comme « avec », « vers », « pour », « dans », etc. Contrairement à la plupart des langues indo-européennes comme le français, il n'existe en général pas de terminaisons pour marquer le cas masculin/féminin. 
| Nom       | Sens                                                               | Formes                               | Formes                               | Formes                               | Formes                               | Formes                               | Formes                               | Formes                  | Formes                          | Formes                           |
| Nom       | Sens                                                               | Singulier                            | Singulier                            | Pluriel                              | Pluriel                              | sans article                         | sans article                         | Noms propres            | Noms propres                    | Noms propres                     |
| Nom       | Sens                                                               | après voyelle ex: mendi ('montagne') | après consonne ex: zuhaitz ('arbre') | après voyelle ex: mendi ('montagne') | après consonne ex: zuhaitz ('arbre') | après voyelle ex: mendi ('montagne') | après consonne ex: zuhaitz ('arbre') | après voyelle ex: Tokio | après consonne sourde ex: Paris | après consonne sonore ex: Dublin |
| --------- | ------------------------------------------------------------------ | ------------------------------------ | ------------------------------------ | ------------------------------------ | ------------------------------------ | ------------------------------------ | ------------------------------------ | ----------------------- | ------------------------------- | -------------------------------- |
| Absolutif | sujet d'un verbe intransitif ou complément d'objet direct          | mendia                               | zuhaitza                             | mendiak                              | zuhaitzak                            | mendi                                | zuhaitz                              | Tokio                   | Paris                           | Dublin                           |
| Ergatif   | sujet d'un verbe transitif                                         | mendiak                              | zuhaitzak                            | mendiek                              | zuhaitzek                            | mendik                               | zuhaitzek                            | Tokiok                  | Parisek                         | Dublinek                         |
| Datif     | marque le complément d'objet indirect (remplace 'à', 'de', 'pour') | mendiari                             | zuhaitzari                           | mendiei                              | zuhaitzei                            | mendiri                              | zuhaitzi                             | Tokiori                 | Parisi                          | Dublini                          |

| Nom                | Sens                                                        | Formes                               | Formes                               | Formes                               | Formes                               | Formes                               | Formes                               | Formes                  | Formes                          | Formes                           |
| Nom                | Sens                                                        | Singulier                            | Singulier                            | Pluriel                              | Pluriel                              | sans article                         | sans article                         | Noms propres            | Noms propres                    | Noms propres                     |
| Nom                | Sens                                                        | après voyelle ex: mendi ('montagne') | après consonne ex: zuhaitz ('arbre') | après voyelle ex: mendi ('montagne') | après consonne ex: zuhaitz ('arbre') | après voyelle ex: mendi ('montagne') | après consonne ex: zuhaitz ('arbre') | après voyelle ex: Tokio | après consonne sourde ex: Paris | après consonne sonore ex: Dublin |
| ------------------ | ----------------------------------------------------------- | ------------------------------------ | ------------------------------------ | ------------------------------------ | ------------------------------------ | ------------------------------------ | ------------------------------------ | ----------------------- | ------------------------------- | -------------------------------- |
| Inessif            | marque le lieu/temps (remplace 'dans', 'à', 'sur')          | mendian                              | zuhaitzean                           | mendietan                            | zuhaitzetan                          | menditan                             | zuhaitzetan                          | Tokion                  | Parisen                         | Dublinen                         |
| Allatif            | direction du mouvement (remplace 'vers')                    | mendira                              | zuhaitzera                           | mendietara                           | zuhaitzetara                         | menditara                            | zuhaitzetara                         | Tokiora                 | Parisa                          | Dublina                          |
| Ablatif            | origine du mouvement (remplace 'depuis', 'de', 'à travers') | menditik                             | zuhaitzetik                          | mendietatik                          | zuhaitzetatik                        | menditatik                           | zuhaitzetatik                        | Tokiotik                | Paristik                        | Dublindik                        |
| Approximatif/Latif | but du mouvement (remplace 'jusqu'à')                       | mendiraino                           | zuhaitzeraino                        | mendietaraino                        | zuhaitzetaraino                      | menditaraino                         | zuhaitzetaraino                      | Tokioraino              | Pariseraino                     | Dublineraino                     |
| Génitif locatif    | appartenance de lieu/temps (remplace 'de')                  | mendiko                              | zuhaitzeko                           | mendietako                           | zuhaitzetako                         | menditako                            | zuhaitzetako                         | Tokioko                 | Parisko                         | Dublingo                         |

| Nom               | Sens                                                                           | Formes                               | Formes                               | Formes                               | Formes                               | Formes                               | Formes                               | Formes                  | Formes                          | Formes                           |
| Nom               | Sens                                                                           | Singulier                            | Singulier                            | Pluriel                              | Pluriel                              | sans article                         | sans article                         | Noms propres            | Noms propres                    | Noms propres                     |
| Nom               | Sens                                                                           | après voyelle ex: mendi ('montagne') | après consonne ex: zuhaitz ('arbre') | après voyelle ex: mendi ('montagne') | après consonne ex: zuhaitz ('arbre') | après voyelle ex: mendi ('montagne') | après consonne ex: zuhaitz ('arbre') | après voyelle ex: Tokio | après consonne sourde ex: Paris | après consonne sonore ex: Dublin |
| ----------------- | ------------------------------------------------------------------------------ | ------------------------------------ | ------------------------------------ | ------------------------------------ | ------------------------------------ | ------------------------------------ | ------------------------------------ | ----------------------- | ------------------------------- | -------------------------------- |
| Génitif possessif | désigne celui qui possède (remplace 'de', 'à', 'aux')                          | mendiaren                            | zuhaitzaren                          | mendien                              | zuhaitzen                            | mendiren                             | zuhaitzen                            | Tokioren                | Parisen                         | Dublinen                         |
| Instrumental      | moyen par lequel s'accomplit l'action (remplace 'par', 'de', 'en', 'à propos') | mendiaz                              | zuhaitzaz                            | mendiez                              | zuhaitzez                            | *mendiz                              | *zuhaitzez                           | *Tokiotaz               | *Parisetaz                      | *Dublinetaz                      |
| Comitatif         | marque l'accompagnement (remplace 'avec')                                      | mendiarekin                          | zuhaitzarekin                        | mendiekin                            | zuhaitzekin                          | mendirekin                           | zuhaitzekin                          | Tokiorekin              | Parisekin                       | Dublinekin                       |
| Bénéfactif        | bénéficiaire (remplace 'pour')                                                 | mendiarentzat                        | zuhaitzarentzat                      | mendientzat                          | zuhaitzentzat                        | mendirentzat                         | zuhaitzentzat                        | Tokiorentzat            | Parisentzat                     | Dublinentzat                     |
| Causal/Causatif   | cause, raison (remplace 'à cause de', 'en échange de', etc)                    | *mendiarengatik                      | *zuhaitzarengatik                    | mendiengatik                         | zuhaitzengatik                       | mendirengatik                        | zuhaitzengatik                       | Tokiorengatik           | Parisengatik                    | Dublinengatik                    |

## Verbe

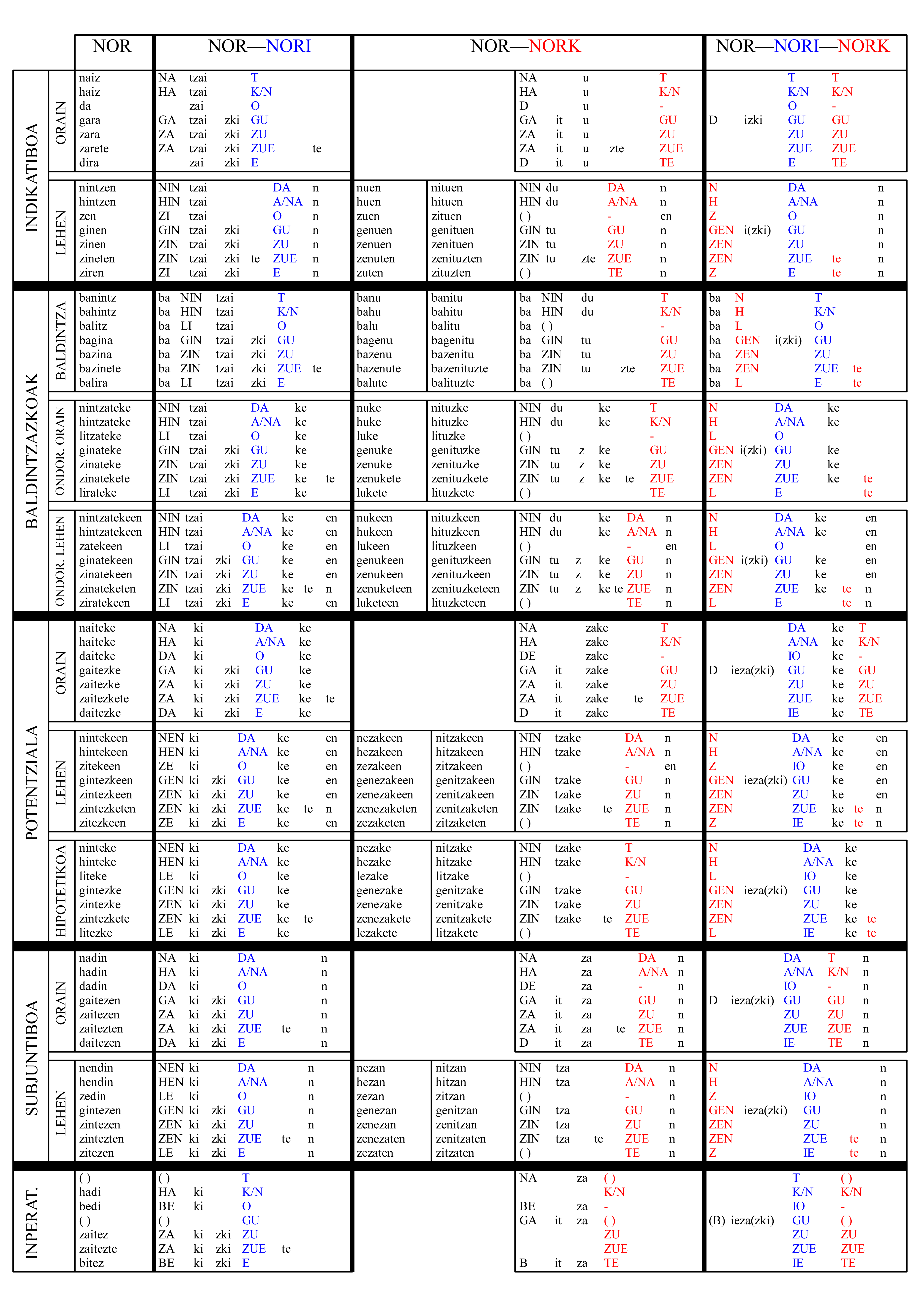
Table de conjugaison des auxiliaires izan et ukan

Certains verbes très courants ont des formes finies et se conjuguent, mais leur nombre est très limité. L'immense majorité des verbes se conjuguent avec une forme composée ou périphrastique, le plus souvent avec l'auxilliaire izan.
Le verbe se conjugue de manière poly-personnelle, c'est-à-dire qu'il s'accorde avec l'absolutif, l'ergatif et le datif (s'ils sont présents dans la phrase). Dans les grammaires, l'absolutif est souvent noté "NOR", l'ergatif "NORK", et le datif "NORI".